# I.Ae. 24 Calquín
El I.Ae. 24 Calquín (del mapudungun kalkin, «águila grande») fue un avión argentino bimotor de ataque y bombardeo, diseñado a partir de 1944 y construido en la Fábrica Militar de Aviones de la provincia de Córdoba. Voló por primera vez el 5 de junio de 1945, y fue empleado por la Fuerza Aérea Argentina.

## Historia
Durante la Segunda Guerra Mundial, Argentina se vio privada de materiales aeronáuticos estratégicos, lo que obligó a detener su incipiente industria aeronáutica, que se había destacado durante la década de 1930. Debido a esto, en 1943 se le solicitó al Instituto Aerotécnico la realización de estudios que contemplaran reemplazar el aluminio de uso común en aeronaves por maderas de origen nacional. Estos estudios se concentraron en las técnicas empleadas por la fábrica británica De Havilland en la confección de aviones de combate con maderas compensadas, y luego de demostrar su viabilidad para la industria aeronáutica argentina se comenzó un programa de desarrollo de aeronaves siguiendo estas técnicas.
Teniendo en cuenta el exitoso avión de entrenamiento avanzado realizado en madera I.Ae. 22 "DL" que para 1944 se estaba ensayando, se solicitó al Instituto Aerotécnico el diseño de otro modelo de avión construido en maderas nacionales. Esta vez se trataría de un aparato de ataque, que pudiese ser adaptado a distintos roles con ligeras modificaciones. El mismo estaría destinado a reemplazar a los obsoletos Douglas N-8-A2 que equipaban a la Fuerza Aérea Argentina.

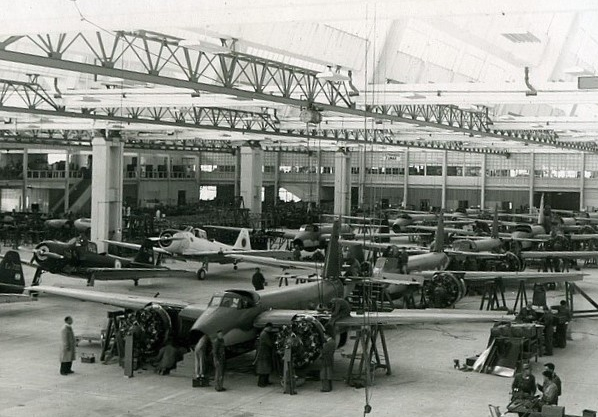
Producción de Calquines en la Fábrica Militar de Aviones de Córdoba (1950).

Para esto se destinó el Hangar 90 de la Fábrica Militar de Aviones. El prototipo del I.Ae. 24 (bautizado Calquín, «Águila Mora» en lengua mapuche) realizó su primer vuelo el 25 de febrero de 1946 y, al ser éste satisfactorio, se ordenó la fabricación de unas 10 unidades de preserie para tareas evaluativas. En mayo de 1947, se creó un Grupo Experimental de Vuelo a fin de contribuir con las tareas de desarrollo del Calquín empleando estos aviones de preserie. El mismo se desempeñó en la Base Aérea Militar «Coronel Pringles», en la localidad de Villa Mercedes, en la Provincia de San Luis.
Se preveía fabricar unas 300 unidades del aparato en varias versiones, entre las que se destacan la variante de ataque, artillada con cuatro ametralladoras de 12,7 mm, o de bombardero liviano, que podía transportar bombas y cohetes, como el Tábano diseñado por Ricardo Dyrgalla en los años '50. Sin embargo, la producción de este avión se detuvo al llegar a las 100 máquinas.
Buena parte de las aeronaves fueron destinadas al Regimiento 3 de Ataque. Durante su vida operativa en distintas unidades, registraron un importante historial de accidentes, que se cobraron unas 50 vidas, lo cual le valió cierta reputación de aparato difícil de volar y de complicadas características de vuelo para pilotos noveles. Lo apodaban "el hacedor de viudas" (en alusión al Colt 1873 Peacemaker también apodado "Widowmaker") 

### El Calquín en combate
Si bien no participaron en el Bombardeo de la Plaza de Mayo de junio de 1955, varias unidades fueron empleadas por ambos bandos durante los combates de septiembre de ese año.
El 17 de septiembre, las fuerzas leales hicieron uso del Calquín para bombardear y ametrallar a los buques ARA Cervantes y ARA La Rioja. Asimismo, un grupo de Calquínes se plegó a los rebeldes en la base aeronaval de Espora.
El 18 de septiembre, cinco Calquín leales, junto a una sección de Gloster Meteor Mk. IV, atacaron una sección de lanchones rebeldes del Batallón de Infantería de Marina 11. Uno de los aparatos fue alcanzado por la artillería de 40 mm del ARA King, aunque pese a los daños sufridos logró retornar a Morón. Ese mismo día, un aparato rebelde (A-70) bombardeó con napalm la estación de ferrocarril de Córdoba, siendo su depósito de combustible dañado por artillería antiaérea.
El 19 de septiembre, una escuadrilla de seis Calquín enfiló hacia las filas rebeldes pues recibió la orden de bombardear Río Santiago. Sin embargo, arrojaron sus bombas al agua y se trasladaron a la base aérea de Tandil para unirse a los demás insurrectos.

### Declive
Tras el accidente del A-87 en septiembre de 1957, producto de una rajadura en la parte superior del fuselaje, la dictadura autodenominada Revolución Libertadora ordenó que todo aparato que tuviera algún tipo de falla estructural no fuera reparado y se procediera a su baja y posterior desguace. Hacia 1958, solo quedaban alrededor de 25 aviones en servicio, y a partir de abril de ese año fueron progresivamente dados de baja.
Sólo un ejemplar sobrevivió a la dictadura, el de matrícula A-72. En 1963, comenzaron las gestiones para trasladarlo al Museo Nacional de Aeronáutica, para lo cual fue totalmente restaurado y pintado. Sin embargo, fue destruido antes de que los planes pudieran concretarse.

## Características

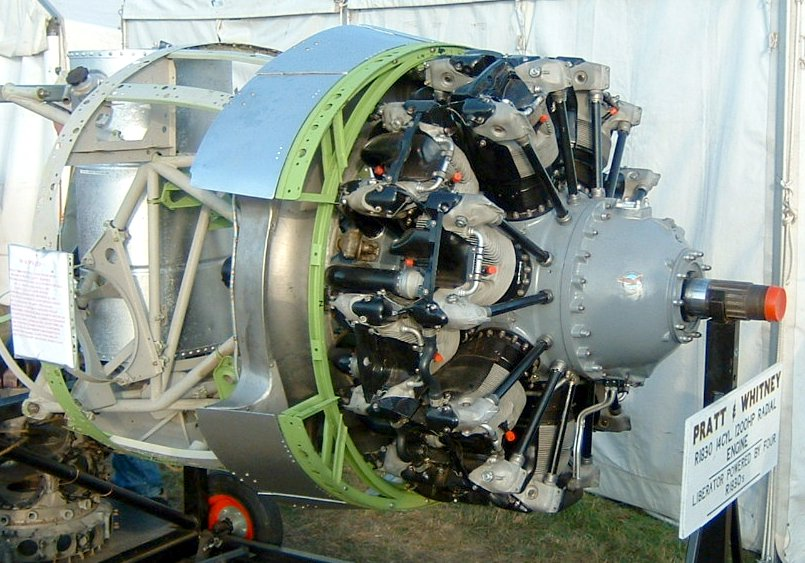
Motor Pratt and Whitney R1830 utilizado en el Calquín.

Se trataba de un bimotor de ala media de madera, biplaza en tándem realizado en maderas nacionales prensadas, y siguiendo la técnica del exitoso I.Ae. 22 "DL" se usó un ala monopieza con cajón central.
El tren de aterrizaje convencional era retráctil, amortiguado oleoneumáticamente y de plegado hacia atrás, por dentro de las gódolas motrices. La rueda posterior también era escamoteable. 
Las superficies de control también eran de madera enteladas, con sus bordes de ataque reforzados en madera terciada. Tenían todos aletas compensadoras. La seguridad de la tripulación estaba dada por un parabrisas y laterales de vidrio blindado inastillable, la proa transparente y el resto de las superficies de visión eran de plexiglás. 
Los motores que se alojaban uno por semiala en sendas barquillas, estaban sostenidos por bancadas de acero al cromo-molibdeno. Estos eran dos Pratt & Whitney R-1830-SCG "Twin Wasp" de 1050 caballos de fuerza a 2.300 rpm, que hacían girar hélices tripala Hamilton-Standard Hydromatic E-50 de paso variable.

### El Mosquito argentino
El I.Ae. 24 se asemejó bastante a las líneas del exitoso avión de ataque británico De Havilland Mosquito, el cual ciertamente fue realizado en maderas compensadas para aliviar sus costos y aprovechar en guerra a la importante industria maderera británica.
Algunos investigadores sugieren que el I.Ae. 24 habría estado pensado inicialmente para ser motorizado con dos Rolls-Royce Merlin similares a los empleados en el Mosquito (más potentes que los motores que se terminaron instalando), y que la no disponibilidad de los mismos provocó algunos problemas de estabilidad. Otros sugieren que el avión pensado para ser provisto de motores Merlin sería el I.Ae. 28, aparato que no pasó de la etapa de diseño y que fue reemplazado por el I.Ae. 30 Ñancú, del cual sólo se fabricó un prototipo. No obstante ello, la remotorización o la adaptación del Calquín al motor británico nunca se concretó.

## Variantes

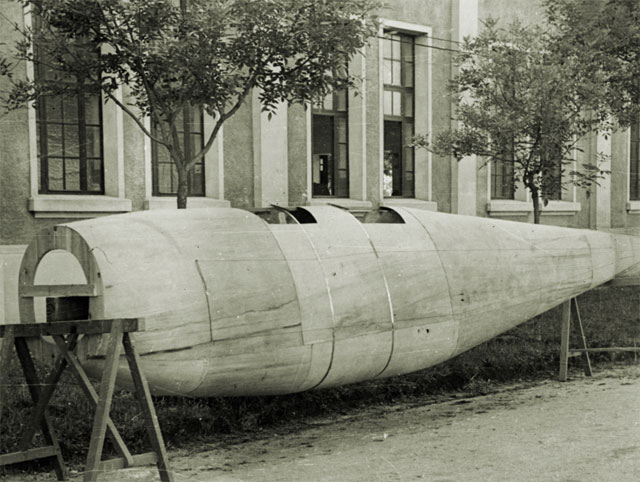
Maqueta de madera del fuselaje de un I.Ae.28 "Super Calquín", en la Fábrica Militar de Aviones de Córdoba, Argentina.

I.Ae.24 "Calquín" "Original"
Tenía 4 ametralladoras pesadas Browning ML o DL de 12,7 mm de fabricación nacional junto con bombas.
I.Ae.24 "Calquín"
Tenía 4 cañones automáticos Hispano-Suiza 804 de 20 mm junto con bombas y cohetes.
I.Ae.28 "Super Calquín"
La variante evolucionada del Calquin con motores Merlin y un aspecto similar al "Mosquito" de Haviland, tenía un artillero y cañones de 4 a 6 x 20 mm. Solo una maqueta de madera construida. Conducido al desarrollo del I.Ae. 30 "Ñancú"

## Especificaciones

### Características generales
- Tripulación: 2: piloto y navegante/bombardero
- Longitud: 12 m (39,4 ft)
- Envergadura: 13,6 m (44,6 ft)
- Altura: 3,4 m (11,2 ft)
- Superficie alar: 38 m² (409 ft²)
- Peso vacío: 5340 kg (11 769,4 lb)
- Peso cargado: 7200 kg (15 868,8 lb)
- Peso máximo al despegue: 8164 kg (17 993,5 lb)
- Planta motriz: 2× Motor radial Pratt & Whitney R-1830.
  - Potencia: 783 kW (1050 HP; 1065 CV) cada uno.
- Hélices: tripala Hamilton-Standard Hydromatic E-50 de paso variable

### Rendimiento
- Velocidad máxima operativa (Vno): 440 km/h (273 MPH; 238 kt)
- Velocidad crucero (Vc): 380 km/h (236 MPH; 205 kt)
- Alcance: 1140 km (616 nmi; 708 mi)
- Techo de vuelo: 10 000 m (32 808 ft)
- Régimen de ascenso: 750 m/min
- Carga alar: 189 kg/m² (38,7 lb/ft²)
- Potencia/peso: 3,42 kg/HP

### Armamento
- Ametralladoras: 4× ametralladoras Browning de 7,7 o 12,7 mm

- Cañones: 4× Hispano-Suiza HS.404 de 20 mm
- Bombas: bombas de 750 u 800 kg
- Cohetes: 12 cohetes de 75 mm